# كاسبر سوندرغارد
كاسبر سوندرغارد (بالدنماركية: Kasper Søndergaard) مواليد 9 يونيو 1981، هو لاعب كرة يد دانمركي يلعب كظهير أيمن. مثل منتخب الدنمارك لكرة اليد. شارك في دورة الألعاب الأولمبية الصيفية سنة 2008.

## الميداليات
| الميدالية | المسابقة                           |
| --------- | ---------------------------------- |
| ذهبية     | الألعاب الأولمبية الصيفية 2016     |
| فضية      | بطولة العالم لكرة اليد للرجال 2013 |
| فضية      | بطولة العالم لكرة اليد للرجال 2011 |
| برونزية   | بطولة العالم لكرة اليد للرجال 2007 |
| ذهبية     | بطولة أوروبا لكرة اليد للرجال 2008 |
| ذهبية     | بطولة أوروبا لكرة اليد للرجال 2012 |
| فضية      | بطولة أوروبا لكرة اليد للرجال 2014 |

## روابط خارجية
- كاسبر سوندرغارد على موقع الاتحاد الأوروبي لكرة اليد (الإنجليزية)
- كاسبر سوندرغارد على موقع أوليمبيديا (الإنجليزية)